# Eugenio Gutiérrez y González
Eugenio Gutiérrez González de Cueto (Santander, 15 de julio de 1851-Cabezón de la Sal, 27 de julio de 1914) fue uno de los primeros ginecólogos españoles.

## Biografía
Estudió en el colegio regentado por los Escolapios en Villacarriedo. Hizo la carrera de medicina en la Universidad de Valladolid, graduándose en 1873. Al año siguiente ejerció de médico rural en su provincia natal, en concreto, en el valle de la Valdaliga. En 1878 viajó a París para iniciar su especialización en ginecología y obstetricia, siendo alumno de Charles Pajot.
Esta no sería la única experiencia europea de Eugenio Gutiérrez ya que tiempo después ampliaría sus estudios en la maternidad del Hospital general de Viena.
Tras la experiencia parisina volvería a Madrid donde trabajaría con Federico Rubio y Galí en el Instituto de Terapéutica Operatoria, convirtiéndose en su más cercano colaborador. Llegaría a ser jefe de Obstetricia y Partos de este centro médico.
En 1881 leería su tesis doctoral El vaginismo, obteniendo el grado de doctor. Ingresaría en la Real Academia de Medicina el 13 de mayo de 1893 con un discursó titulado Los límites de la cirugía en Ginecología.
En su carrera profesional sería especialmente conocido por su asistencia en los partos de la Familia Real española, al menos desde 1906 hasta su muerte en 1914. El 10 de mayo de 1907 atiende el parto del príncipe de Asturias, Alfonso de Borbón, con este motivo, nueve días después le es concedido por el rey el título de conde de San Diego. Esta denominación se debe a que era el nombre de la finca de recreo que poseía en Cabezón de la Sal.
Poco antes de su muerte, en marzo de 1914 fue elegido senador por la Real Academia de Medicina.
Falleció en su finca de Cabezón de la Sal a la edad de sesenta y tres años como consecuencia de un derrame cerebral. La finca de San Diego sería legada tras su muerte al municipio de Cabezón de la Sal, siendo hoy un centro cultural con su nombre.

## Títulos, órdenes y cargos

### Títulos
- I Conde de San Diego.[5]

### Órdenes
- Caballero gran cruz de la Orden de Isabel la Católica. (28 de junio de 1907)[7][2]

- Caballero gran cruz de la Orden de Alfonso XII.[2]

### Cargos
- Médico de la Facultad de la Real Cámara.
- Consejero de Sanidad.
- Académico de la Real Academia de Medicina

### Individuales
1. ↑  «Acta de nacimiento y presentación del Infante que ha dado á luz S.A.R. la Serma. Sra. Infanta Doña María Teresa.». Gaceta de Madrid (348). 14 de diciembre de 1906. pp. 983-984.
2. 1 2 3  «Acta de nacimiento y presentación del Infante que ha dado á luz S. M. la Reina Victoria Eugenia.». Gaceta de Madrid. 25 de junio de 1908.
3. ↑  «Acta de nacimiento y presentación de la Infanta que ha dado á luz Su Majestad la Reina Doña Victoria Eugenia.». Gaceta de Madrid. 23 de junio de 1909.
4. ↑  «Acta de nacimiento y presentación de S.A.R. el Sermo. Sr. Príncipe de Asturias.». Gaceta de Madrid (131). 11 de mayo de 1907.
5. 1 2  «Real decreto haciendo merced de Título del Reino, con la denominación de Conde de San Diego, al Doctor D. Eugenio Gutiérrez.». Gaceta de Madrid (139). 19 de mayo de 1907. p. 656.
6. ↑  García Moreno, Pedro J. «Palacete Conde de San Diego». Ayuntamiento de Cabezón de la Sal. Consultado el 9 de diciembre de 2021.
7. ↑  «Guía Oficial de España.1907». Guía Oficial de España: 184. 1907. Consultado el 17 de enero de 2020.